# Greatest Hits (album de Bon Jovi)
Pour les articles homonymes, voir Greatest Hits.
Albums de Bon Jovi
The Circle
(2009) Inside Out
(2012)
Singles
1. What Do You Got ?
Sortie : 21 septembre 2010
2. No Apologies
Sortie : 24 février 2011
3. This Is Our House
Sortie : 6 septembre 2011

Greatest Hits est un album de Bon Jovi sorti en novembre 2010. Il fait suite à la première compilation sortie en 1994, Cross Road - The Best of Bon Jovi, qui s'était vendue à vingt millions d'exemplaires avec le hit single Always qui reste aujourd'hui le single le plus écoulé du groupe. La compilation existe en version simple ou double CD, chacun des disques comprenant deux nouvelles chansons inédites.

## CD 1
1. Livin' on a Prayer
2. You Give Love a Bad Name
3. It's My Life
4. Have a Nice Day
5. Wanted Dead or Alive
6. Bad Medicine
7. We Weren't Born to Follow
8. I'll Be There for You
9. Born to Be My Baby
10. Bed of Roses
11. Who Says You Can't Go Home
12. Lay Your Hands on Me
13. Always
14. In These Arms
15. What Do You Got? (nouveau titre)
16. No Apologies (nouveau titre)

## CD 2
1. Runaway
2. Someday I'll Be Saturday Night
3. Lost Highway
4. I'll Sleep When I'm Dead
5. In and Out of Love
6. Keep the Faith
7. When We Were Beautiful
8. Blaze of Glory
9. This Ain't a Love Song
10. These Days
11. (You Want to) Make a Memory
12. Blood on Blood
13. This Is Love, This Is Life (nouveau titre)
14. The More Things Change (nouveau titre)

## Autour de l'album
(mai 2011).
Si vous disposez d'ouvrages ou d'articles de référence ou si vous connaissez des sites web de qualité traitant du thème abordé ici, merci de compléter l'article en donnant les références utiles à sa vérifiabilité et en les liant à la section « Notes et références ».
- C'est après Have a Nice Day en 2006 que les rumeurs concernant une nouvelle compilation surgissent. La précédente représentant la deuxième meilleure vente de Bon Jovi derrière Slippery When Wet (sorti en 1986), la maison de disques souhaitait mettre un produit de ce type sur le marché mais Jon Bon Jovi refusa, arguant que le groupe souhaitait enregistrer un nouvel album pour 2007. Il fut donc décidé de laisser le groupe sortir cet album mais en contrepartie, le disque suivant serait une compilation mais parce que trop prolifiques, Jon Bon Jovi et Richie Sambora composèrent trop de chansons qu'ils considéraient comme trop bonnes pour n'être que de simples bonus pour la compilation. Bon Jovi sorti donc The Circle en 2009, composé avant tout pour Greatest Hits Volume 2.
- L'unique single physique extrait du disque est What Do You Got ? qui bénéficie d'un clip. This Is Love, This Is Life et No Apologies ont également eu droit à un clip mais aucun single, physique ou numérique, n'a été commercialisé.
- Ce disque marque le retour du logo du groupe utilisé de 1985 à 1988.
- Il existe différentes versions de l'album. Les États-Unis, l'Australie et le Japon bénéficient d'inversion de chansons entre les deux disques de l'album, ou même de bonus (trois titres en plus sur l'édition pour le Japon mais aucun inédit). Il y a eu également des bonus live sous forme numérique via iTunes ainsi qu'un inédit studio, This Is Our House, enregistré pour The Circle et qui servait d'introduction aux concerts du groupe pour la tournée précédente.
- Tous les albums studio de Bon Jovi sont représentés sauf Bounce.
- Tous les titres figurant sur cette compilation sont sortis en single hormis Blood on Blood, issu de New Jersey.